# 13. juni
13. juni er dag 164 i året i den gregorianske kalender (dag 165 i skudår). Der er 201 dage tilbage af året.
Cyrillus dag. Cyrillus har navn efter den store kirkelærer biskop Cyril fra Aleksandria. Han dør i år 444.

### Begivenheder
Født - Dødsfald
- 1525 - Martin Luther gifter sig med den tidligere nonne Katharina von Bora. De bosætter sig i Wittenbergs tidligere augustinerkloster.
- 1612 - Ærkehertug Matthias vælges til kejser over det tysk-romerske rige efter broderen Rudolf 2.s død.
- 1774 - Som den første af de britiske nordamerikanske kolonier forbyder Rhode Island indførelsen af slaver.
- 1893 - Den første golfturnering for kvinder finder sted ved Royal Lytham i England; vinderen blev lady Margaret Scott.
- 1934 - Adolf Hitler og Benito Mussolini mødes i Venedig. Efter mødet omtaler Mussolini Hitler som "en tosset lille abe".
- 1942 - Under 2. verdenskrig idømmes de 14 til og 26-årige 11 medlemmer af Churchill-klubben i Ålborg fængselsstraf på mellem 1½ og 15 års fængsel for sabotage mod tyskerne; den yngste blev dog som straf forvist til Fyn.
- 1944 - Under 2. verdenskrig sender Tyskland de første V1-bomber mod London ('V' for Vergeltungswaffen). Bomben er udviklet af blandt andet Wernher von Braun. Den medfører et sprænghoved på næsten 1.000 kilo.
- 1950 - Den hvide regering beslutter at opdele Sydafrika i hvide og sorte områder.
- 1956 - De sidste britiske tropper forlader Suez-kanalzonen efter Suez-krigen.
- 1956   - Real Madrid vinder den første europæiske mesterholdsturnering med 4-3 over Stade de Reims.
- 1962 - Regeringen giver A.P. Møller koncession på udvinding af olie og gas i den danske undergrund frem til 2012.
- 1971 - François Mitterrand udnævnes til leder af socialistpartiet.
- 1973 - Den frie abort indføres i Danmark.
- 1982 - Argentinske tropper overgiver sig til de engelske under Falklandskrigen.
- 1983 - Pioneer 10 bliver det første rumfartøj, som forlader solsystemet.
- 1986 - Panama beslaglægger det danske skib Pia Vesta fra Svendborg, som er lastet med våben, ingen vil kendes ved. Lasten er indtaget i DDR. Der kræves 100 millioner kr for at frigive skibet.
- 1989 - Sprinteren Ben Johnson indrømmer at have brugt steroider.
- 1990 - Den officielle fjernelse af Berlinmuren indledes.
- 1997 - Timothy McVeigh, USA, idømmes dødsstraf for bombeattentat på et højhus i Oklahoma City i 1995.
- 2000 - For første gang i 50 år mødes lederne af Nordkorea og Sydkorea.
- 2008 - Ved en folkeafstemning stemmer Irland "Nej" til Lissabon-traktaten.

### Født
- 1592 - Sophie Hedwig af Braunschweig-Wolfenbüttel, grevinde af Nassau-Diez (død 1642).
- 1816 - Dankvart Dreyer, dansk maler (død 1852).
- 1831 - James Clerk Maxwell, skotsk fysiker og matematiker (død 1879).
- 1864 - Rudolf Kjellén, svensk politiker (død 1922).
- 1865 - William Butler Yeats, irsk forfatter og modtager af Nobelprisen i litteratur (død 1939).
- 1870 - Jules Bordet, belgisk immunolog og modtager af Nobelprisen i fysiologi eller medicin (død 1961).
- 1871 - Elna Munch, dansk politiker og kvindesagsforkæmper (død 1945).
- 1877 - Erik Scavenius, dansk statsminister (død 1962).
- 1888 - Fernando Pessoa, portugisisk forfatter, oversætter og kritiker (død 1935).
- 1893 - Dorothy L. Sayers, engelsk forfatter (død 1957).
- 1894 - Leo Kanner, østrigsk-amerikansk læge og psykiater (død 1981).
- 1897 - Paavo Nurmi, finsk atlet (død 1973).
- 1899 - Carlos Chavez, mexicansk komponist og dirigent (død 1978).
- 1901 - Tage Erlander, svensk statsminister (død 1985).
- 1919 - Leif Kayser, dansk komponist og organist (død 2001).
- 1928 - John Forbes Nash, amerikansk matematiker og modtager af Nobelprisen i økonomi.
- 1932 - Holger Vistisen, dansk skuespiller (død 2007).
- 1935 - Christo, bulgarsk kunstner.
- 1943 - Malcolm McDowell, engelsk skuespiller.
- 1951 - Stellan Skarsgård, svensk skuespiller.
- 1944 - Ban Ki-moon, sydkoreansk diplomat og FN's generalsekretær.
- 1946 - Peter Schrøder, dansk skuespiller, instruktør og teaterchef.
- 1946 - Gonzalo Aja, spansk cykelrytter.
- 1954 - Morten Eisner, dansk skuespiller.
- 1966 - Grigorij Perelman, russisk matematiker.
- 1969 - Søren Nystrøm Rasted, dansk musiker og komponist.
- 1976 - Ida Holst, dansk forfatter og foredragsholder.
- 1978 - Morten Crone Sejersbøl, dansk journalist.
- 1982 - Kenenisa Bekele, etiopisk atlet.
- 1986 - Mary-Kate og Ashley Olsen, amerikanske skuespillere.

### Dødsfald
- 1797 - Christian Jensen Lofthus, norsk almuetalsmand (født 1750).
- 1914 - Anders Nielsen, dansk politiker og redaktør (født 1862).
- 1980 - Holger Byrding, kgl. dansk kammersanger (født 1891).
- 1982 - Khalid, saudi-arabisk konge (født 1912).
- 1986 - Benny Goodman, amerikansk musiker (født 1909).
- 1992 - Erik Paaske, dansk skuespiller og visesanger (født 1933).
- 1997 - Lars Pingel, dansk cykelrytter (født 1971).
- 2015 - Magnus Härenstam, svensk skuespiller og tv-vært (født 1941).

|  | Denne datoartikel kan blive bedre, hvis der indsættes et (bedre) billede Du kan hjælpe ved at afsøge Wikimedia Commons for et passende billede eller uploade et godt billede til Wikimedia Commons iht. de tilladte licenser og indsætte det i artiklen. |